# Acartia californiensis
Acartia californiensis är en kräftdjursart som beskrevs av Trinast 1976. Acartia californiensis ingår i släktet Acartia och familjen Acartiidae. Inga underarter finns listade i Catalogue of Life.